# اشتاینیتس
اشتاینیتس (به آلمانی: Steinitz) یک منطقهٔ مسکونی در آلمان است که در یریشو واقع شده‌است. اشتاینیتس ۴۷۸ نفر جمعیت دارد.